# 玉名市立大豊小学校
玉名市立大豊小学校（たまなしりつ おおとよしょうがっこう）は、熊本県玉名市大浜町にある公立の小学校。
2025年（令和7年）に玉名市内の公立小学校2校（大浜・豊水）の統合により、新設された。なお、旧・大浜小学校の校地および校舎を継承している。

## 概要
歴史
2025年（令和7年）4月創立。
校名の由来
統合された2校の頭文字（大浜・豊水）を組み合わせた校名となっている。
校訓
「やさしく・かしこく・たくましく」
校章
桜の花弁を背景にして、中央に校名の「大豊」の文字（縦書き）を廃している。
校歌
作詞はMICA（ミカ）と大浜小児童・豊水小児童、作曲はMICAによる。歌詞は3番まであり、各番の歌詞中に校名の「大豊」が登場する。
通学区域
玉名市のうち以下の区域。中学校区は玉名市立有明中学校。
- 【旧・大浜小学校区】「新町、上町、西川町、瀬戸町、中町、下町、天神町、旭町、汐見町、烏帽子、沖烏帽子、末広、大栄」
- 【旧・豊水小学校区】「北牟田、川島南、川島北、小野尻東、小野尻西、千田川原、小島東、小島西」

## 沿革
- 2025年（令和7年）4月1日 - 「玉名市立大豊小学校」（現校名）が創立。

## 交通アクセス
最寄りの鉄道駅
- JR九州 鹿児島本線 「玉名駅」

最寄りの幹線道路
- 国道501号
- 熊本県道327号大浜小天線

## 周辺
- 大浜郵便局
- 菊池川（一級河川）
- 新大浜橋